# Мелодія мрії
Мелодія мрії (англ. The Dream Melody) — американська драма режисера Бертона Л. Кінга 1929 року.

## У ролях
- Джон Рош — Річард Гордон
- Мейбл Жюльєнна Скотт — Мері Талбот
- Розмарі Тебі — Алісія Харрісон
- Роберт Волкер — Джордж Монро
- Адольф Фейлауер — Синьйор Малеско
- Елінор Леслі — місіс Ченц